# Штепа Костянтин Теодосійович
Костянти́н (Кость) Теодо́сійович Ште́па (3 (15) грудня 1896, Лохвиця — 19 листопада 1958, Нью-Йорк) — український історик, журналіст. Ректор Київського університету (1941). Активний діяч антикомуністичної еміграції.

## Життєпис
Народився у старовинному місті Лохвиця, нині Полтавська область, Україна (тоді Полтавська губернія, Російська імперія) в родині православного священика з німецькими етнічними коріннями.
Навчався у Роменському духовному училищі, Полтавській духовній семінарії (1910—1914) та Історико-філологічному інституті у Петрограді (1914—1916) у професора Михайла Ростовцева.
У 1916—1918 служив у російській армії. Під час громадянської війни воював у Білій армії. 1919 року був заарештований, 1920 тяжко поранений, взятий у полон при відступу армії Врангеля під Перекопом.

Костянтин Штепа в студентські роки

Після війни завершив освіту в Ніжинському інституті народної освіти на історико-філологічному факультеті, курс професора Івана Турцевича.
З 1922 р викладач, з 1927 професор цього інституту. Захистив докторську дисертацію. З 1930 р. завідувач кафедри історії стародавнього світу і середніх віків Київського університету, одночасно старший науковий співробітник АН УРСР, співробітник Культурно-Історичної комісії й Комісії сходознавства ВУАН. З 1931 р. призначений головою Комісії з історії Візантії АН УРСР.
У лютому 1938 заарештований, до вересня 1939 перебував у київській тюрмі НКВД. Звільнений без пред'явлення звинувачення.
З 1927 року агент НКВД, з 1941 — агент СД, причетний до знищення націоналістичного підпілля в Києві. 
У Райхскомісаріаті Україна — зав. відділу народної освіти, ректор Київського університету (1941), редактор щоденної газети «Нове українське слово» (1941–1943, Київ).
Ще з 1930-х рр. Штепа дружив з професором Олександром Оглоблиним, який в Райхскомісаріаті Україна був головою Київської міської управи. Але через відкриту співпрацю Штепи з гітлерівцями та його російсько-імперські погляди з ним порвали стосунки і Оглоблин (який навіть не згадав його у своєму повоєнному огляді української історичої літератури), і багато інших українських вчених.
Після війни — в еміграції — спочатку в Західній Німеччині, потім у США. В Німеччині працював бібліотекарем кардинала фон Галена; у 1947—1949 активно співробітничав у журналах «Посєв» та «Грані»; викладав російську мову і літературу в американській армійській школі (1950—1952). Поряд з такими науковцями як А. Г. Авторханов, В. О. Яковлєв (Б. Троіцький), О. П. Філіпов, К. Г. Криптон, В. П. Марченко, був одним із співзасновників та співробітників «Інституту для вивчення історії та культури СРСР» у Мюнхені (1950). З 1950-х — співпрацював з ЦРУ.
З 1952 р. жив у США, працював оглядачем «Радіо Свобода». 

## Праці
- Нариси з історії античної й християнської демонології (1926)
- Проблеми античного релігійного синкретизму в зв'язку з мотивами староукраїнської легендарної творчості. (1927)
- Про характер переслідування відьом у старій Україні (1928)
- Революція рабів в античному світі (1941)
- Селянські рухи в Римській Імперії (1950)
- Соціологічна теорія релігії Е. Дюркгема і школа М. Грушевського (1931)
- Радянська система управління масами та їх соціальною свідомістю (рос.мовою, під псевдонімом В. Лагодін)
- Чистка в Росії (англ. мовою, під псевдонімом В. Годін)
- Russian Historians and the Soviet State. New Brunswick, N.J.: Rutgers Univ. Press, 1962